# Joseph Jarman
Joseph Jarman (* 14. September 1937 in Pine Bluff, Arkansas; † 9. Januar 2019) war ein US-amerikanischer Jazzsaxophonist und Multiinstrumentalist, Schlagzeuger, Sänger, Komponist. Er gehörte zu den Gründern des AACM und des Art Ensemble of Chicago.

## Leben und Wirken
Jarman wuchs in Chicago auf, studierte auf der High School Schlagzeug, wechselte aber während seines Wehrdienstes zum Saxophon und zur Klarinette. Dort spielte er in einer Armyband, der 11th Airborne Division Band. 1959, nach seiner Entlassung aus der Armee, studierte Jarman am Wilson Junior College, wo ihn u. a. Richard Wang unterrichtete. Dort lernte er den Bassisten Malachi Favors und die Saxophonisten Roscoe Mitchell, Henry Threadgill und Anthony Braxton kennen. Mitchell stellte Jarman dem Pianisten Muhal Richard Abrams vor, und Jarman, Mitchell und Favors wurden so Mitglieder von Abrams’ Experimental Band, einer Formation, die zunächst nur privat spielte und nicht öffentlich auftrat, als sie 1961 gegründet wurde.
Dieselben Musiker spielten zu dieser Zeit in den verschiedensten Zusammensetzungen und gründeten schließlich 1965 die Association for the Advancement of Creative Musicians (AACM).
In dieser Zeit entstanden auch Jarmans erste Solo-Alben; 1966 nahm er auf dem Delmark-Label mit seiner Band das Album Song for auf, das auf damals unübliche Weise das gesprochene Wort einfügte und so genannte „little instruments“ verwendete, eine Technik, die Jarman und Mitchell noch effektiver beim Art Ensemble anwenden sollten.
Kurz nach dem Tod seiner Bandmitglieder Charles Clark und Christopher Gaddy im Jahr 1969 stieß Jarman zu Roscoe Mitchell, Malachi Favors und dem Trompeter Lester Bowie, die 1967 das Art Ensemble gegründet hatten. Ab 1969 wurde es als Art Ensemble of Chicago bekannt. Innerhalb der Gruppe gilt Jarman als der „Verfechter der Wort/Musik-Verbindung, als der ausgeprägte Intellektuelle, Poet und Theatermann“.
Die Gruppe trat in ihren Konzerten kostümiert auf; Jarman war im Gesicht afrikanisch geschminkt und erklärte das „als eine Art schamanistisches Bild, das aus den verschiedensten Kulturen gespeist wird.“ Mit seinem instrumentalen Theater betont Jarman die „Einheit aller Künste“. Die Gruppe ging 1969 nach Paris und Jarman ließ sich dort mehrere Jahre nieder. 1983 zog er von New York nach Chicago und lebte seitdem dort.
Neben der Arbeit im Art Ensemble verfolgte Jarman immer wieder auch eigene Projekte: So trat er 1977 mit Roscoe Mitchell und Anthony Braxton auf dem New Jazz Festival Moers auf, nahm um 1980 mit Don Moye mehrere Alben auf und spielte auch im Trio mit Thurman Barker und Amina Claudine Myers. Bis 1993 gehörte Jarman dem Art Ensemble an; anschließend widmete er sich spirituellen Praktiken, beschäftigte sich mit Zen-Buddhismus und Aikido und zog sich bis 1996 von der Jazzszene zurück. In diesem Jahr nahm er im Duo mit Marilyn Crispell das Album Connecting Spirits auf, das Kompositionen von ihm und John Coltrane enthält. Jarman kehrte 2003 zum Art Ensemble of Chicago zurück.
Außer dem Saxophon und der Klarinette spielte Jarman unzählige Holzblas- und Perkussionsinstrumente; seit dem Album The Third Decade des Art Ensembles of Chicago setzte er auch den Synthesizer ein. Als Komponist hat er Werke für Orchester und Multimediastücke für Musik und Tanz geschrieben.

## Auswahldiskographie
- 1966 – Song For (Delmark), mit Bill Brimfield
- 1968 – As If It Were The Seasons (Delmark)
- 1977 – Egwu-Anwo (India Navigation) mit Don Moye
- 1979 – Joseph Jarman/Don Moye Trio: Black Paladins (Black Saint) mit Johnny Dyani
- 1981 – Joseph Jarman/Don Moye Quartet: Earth Passage / Density (Black Saint)
- 1996 – Connecting Spirits (Music & Arts) mit Marilyn Crispell
- 1996 – Pachinko Dream Track 10 (Music & Arts)[6]
- 1997 – Bright Moments – Return of the Lost Tribe (Delmark) mit Malachi Favors, Kahil El’Zabar